# جون مورتون (لاعب كريكت)
جون مورتون (17 أغسطس 1895 في المملكة المتحدة - 28 مايو 1966 في المملكة المتحدة) (بالإنجليزية: John Morton)‏ هو لاعب كريكت بريطاني (وحمل سابقاً جنسية المملكة المتحدة لبريطانيا العظمى وأيرلندا). لعب مع نادي وارويكشاير للكريكيت ‏.

## وصلات خارجية
- جون مورتون على موقع إي آس بي آن كريك إنفو (الإنجليزية)